# Limba tătară crimeeană
Limba tătară crimeeană (Qırımtatar tili, Qırımtatarca), numită și crimeeană (Qırım tili, Qırımca) sau turca crimeeană (Qırım Türkçesi) este limba tătarilor crimeeni, vorbită în Crimeea și în unele dintre țările fostei Uniuni Sovietice. Varianta românească este vorbită în Turcia, Bulgaria și România.

## Numărul de vorbitori
În zilele noastre, peste 260.000 de tătari crimeeni trăiesc în Crimeea, iar aproximativ 150.000 mai trăiesc însă în exil în Asia Centrală, în special în Uzbekistan. După unele estimări, 5 milioane de tătari crimeeni trăiesc în Turcia, descendenți ai tătarilor care au emigrat în Imperiul Otoman în secolul al XIX-lea și începutul celui de-al XX-lea. Există comunități mici tătărăști în România (24.000). Bulgaria (3.000), Polonia, Finlanda și Statele Unite. 

## Dialecte
Fiecare dintre cele trei grupuri etnice ale tătarilor crimeeni își are propriul dialect. 

## Situația limbii tătare crimeene în zilele noastre
În zilele noastre, tătara crimeeană nu are statut de limbă oficială în Crimeea. Mai înainte de sürgün, limba avea un statut oficial în Republica Sovietică Socialistă Autonomă Crimeeană.

### Limba tătară crimeeană și limba turcă
Următorul fragment dintr-un articol de ziar este scris atât în tătară crimeeană cât și în turcă. 
| Tătară crimeeană | Turcă |
| --- | --- |
| Meclis Haberleri 10.09.2003// Qırımtatar Milliy Meclisiniñ 120-cı toplașuvı olıp keçti 2003 senesi 7 sentâbr künü Aqmescitteki İslâm Merkeziniñ binasında Qırımtatar Milliy Meclisiniñ 120-cı toplașuvı olıp keçti. Toplașuvda... | Meclis Haberleri 10.09.2003// Kırım Tatar Millî Meclisi’nin 120. toplantısı yapıldı 7 Eylül 2003 tarihinde Akmescit’teki İslam Merkezi binasında Kırım Tatar Millî Meclisi’nin genișletilmiș 120. toplantısı gerçerklești. Toplantıda... |

Se poate observa o mare asemănare a celor două texte. 

### Tătarii crimeeni și tătarii
Datorită numelui comun, limba tătară crimeeană este considerată a fi un dialect al limbii tătare. În ciuda înrudirii celor două limbi, amândouă sunt limbi turcice, ele sunt diferite totuși.

## Fonologie

### Vocale
|                | Anterioare  | Anterioare | Posterioare | Posterioare |
|                | nerotunjite | rotunjite  | nerotunjite | rotunjite   |
| -------------- | ----------- | ---------- | ----------- | ----------- |
| Închise        | [i]         | [y]        | [ɯ]         | [u]         |
| Medii/deschise | [e]         | [ø]        | [ɑ]         | [o]         |

Vocalele din tătara crimeeană sunt similare cu cele din alte limbi turcice. Deoarece vocalele închise din tătăra crimeeană sunt scurte și reduse, /i/ și /ɯ/ sunt realizate în apropirea lui [ɪ], chiar dacă sunt distincte din punct de vedere fonologic.

### Consoane
|           | Labiale | Labiale | Dentale / Alveolare | Dentale / Alveolare | Postalveolare | Postalveolare | Velare | Velare | Uvulare | Uvulare |
| --------- | ------- | ------- | ------------------- | ------------------- | ------------- | ------------- | ------ | ------ | ------- | ------- |
| Nazale    |         | [m]     |                     | [n]                 |               |               |        | [ŋ]    |         |         |
| Oclusive  | [p]     | [b]     | [t]                 | [d]                 | [t͡ʃ]          | [d͡ʒ]          | [k]    | [ɡ]    | [q]     |         |
| Fricative | [f]     | [v]     | [s]                 | [z]                 | [ʃ]           |               | [x]    | [ɣ]    |         |         |
| Vibrante  |         |         |                     | [r]                 |               |               |        |        |         |         |
| Sonate    |         |         |                     | [l]                 |               | [j]           |        |        |         |         |

Pe lângă aceste foneme, în tătara crimeeană apar și foneme marginale care apar în cuvinte împrumutate, mai ales consoanele palatalizate.
Dialectul sudic (costal) înlocuiește [[Consoană fricativă velară surdă|/x/]] cu [[Consoană oclusivă uvulară surdă|/q/]], de exemplu, „negru” este qara limba standard și xara în dialectele sudice.  În același timp, dialectele sudice și unele dialecte centrale păstrează sunetul [[Consoană fricativă glotală surdă|/h/]] care se pronunță [[Consoană fricativă velară surdă|/x/]] în limba standard. Dialectului nordic, dimpotrivă, îi lipsesc [[Consoană fricativă velară surdă|/x/]] și [[Consoană fricativă labiodentală surdă|/f/]], înlocuind [[Consoană fricativă velară surdă|/x/]] cu [[Consoană oclusivă uvulară surdă|/q/]] și [[Consoană fricativă labiodentală surdă|/f/]] cu [[Consoană oclusivă bilabială surdă|/p/]].
În nord, [[Consoană fricativă labiodentală sonoră|/v/]] este pronunțat de obicei [[Consoană sonantă labiovelară|[w]]], adesea în locul lui [[Consoană fricativă velară sonoră|/ɣ/]]; comparați cuvântul pentru „munte” în limba standard, dağ și în dialectul nordic, taw (de asemenea azeră dağ și kazahă taw).
[[Consoană oclusivă velară surdă|/k/]] și [[Consoană oclusivă velară sonoră|/g/]] sunt de obicei pronunțate palatalizat drept [[Consoană oclusivă palatală surdă|[c]]] și [[Consoană oclusivă palatală sonoră|[ɟ]]] (ca în chel și gheată)